# Peter Boettke
Peter J. Boettke (Rahway, 3 gennaio 1960) è un economista statunitense esponente della scuola austriaca.

## Infanzia ed educazione
Boettke nacque a Rahway, nel New Jersey, da Fred e Elinor Boettke, e rimase nello Stato nativo fino a quando dovette trasferirsi in Pennsylvania il Thiel College di Greenville e, successivamente, il Grove City College. Dopo aver ottenuto nel 1983 il B.A. in economia al Grove City, Boettke entrò alla George Mason University, dove ottenne il M.A. (1987) e il Ph.D. (1989) in economia.

## Carriera professionale
Dopo aver completato il suo ciclo di studi, Boettke insegnò in diverse scuole, tra le quali troviamo Oakland University, Manhattan College e New York University. Nel 1998 tornò alla George Mason come membro di facoltà. Nel 2004 è stato nominato "Hayek Fellow" alla London School of Economics and Political Science. È stato anche membro di facoltà alla Charles University ed alla Stanford University. Boettke è direttore del "James M. Buchanan Center for Political Economy" alla Geroge Mason, dove è anche docente di economia. È stato anche membro storico del Mercatus Center e, fino al 2007, è stato direttore del programma di economia alla George Mason. Ha ricoperto il ruolo di direttore del Review of Austrian Economics.
Oggi vive a Fairfax, in Virginia, con la moglie Rosemary e i due figli, Matthew e Stephen.

## Opere

### Autore
- The Political Economy of Soviet Socialism: The Formative Years, 1918-1928, 1990
- Why Perestroika Failed: The Economics and Politics of Socialism Transformation, 1993
- Calculation and Coordination: Essays on Socialism and Transitional Political Economy, 2001
- The Economic Way of Thinking, 2005

### Editore
- Market Process: Essays in Contemporary Austrian Economics, 1994
- The Collapse of Development Planning, 1994
- The Elgar Companion to Austrian Economics, 1994
- The Market Process, 1998
- The Legacy of F. A. Hayek: Politics, Philosophy, Economics, 1999
- Socialism and the Market: The Socialist Calculation Debate Revisited, 2000